# دار نشر بيريفيريكا
دار نشر بيريفيريكا (بالإسبانية: Editorial Periférica)‏ هي دار نشر إسبانية أسسها خوليان رودريجيث ماركوس عام 2006. يقع مقرها في قصرش وتحوي كتالوجًا يضم أكثر من مائة عنوان، معظمهم من الأدب المعاصر. تُعد المكتبة المحمولة من أشهر مجموعاته، وهي مجموعة من المقالات الروائية والخيالية.

## وصلات خارجية
- خوليان رودريجيث عن دار بيريفيريكا (النشر..التحديات والمواجهة).